# 彼得·雷文
彼得·汉密尔顿·雷文（英語：Peter Hamilton Raven，1936年6月13日—），美国植物学家和环保主义者，在密苏里植物园长期担任主任和名誉主席。

## 早期生活
1936年6月13日出生于中国上海，他的父母是美国人，其父亲的一位叔叔当时為最富有的在华美国人之一，后来因為银行丑闻入狱。这次事件和日本的侵略迫使雷文一家在1930年代后期返回美国加利福尼亚州的旧金山。
雷文在青年时就成为加利福尼亚州科学院成员。1957年从加州大学伯克利分校毕业，获生物学学士学位；1960年获加州大学洛杉矶分校植物学博士学位。

## 职业生涯
在斯坦福大学执教后，雷文于1971年成为密苏里植物园主任，并长期任职。2006年，他的职位更名为主席兼主任。雷文在2011年，他75岁生日和在植物园任职的第40周年时退休。雷文现在是华盛顿大学圣路易斯分校的英格曼植物学教授（Engelmann Professor of Botany），经常应邀就生物多样性和物种保育发表演讲，目前正在安德鲁·山顿的协助下撰写回忆录。雷文任职于全球民用研究和開發基金會（CRDF Global）的顾问委员会，1993年－1996年也任职于美国科学科学与大众协会的董事会。
雷文最广为人知的重要工作可能是与保罗·R·埃利希合著的《蝴蝶和植物：协同进化研究》（Butterflies and Plants: A Study in Coevolution），1964年发表于《进化》（Evolution）。从那时起，雷文撰写了大量学术和科普论文，其中许多是研究柳叶菜科植物。雷文与威斯康辛大学的雷·埃佛特（Ray F. Evert）和苏珊·艾希霍恩（Susan E. Eichhorn）合著的教科书《植物生物学》（Biology of Plants）被广泛采用，现在出到第七版。
美国植物分类学家协会于2000年创立了彼得·雷文奖，授予在植物分类学和在科学普及中作出卓越贡献的植物学家。

## 奖项及荣誉
- 斯沃斯莫爾學院斯科特植物园（英语：Scott Arboretum）颁发的阿瑟·霍伊特·斯科特奖章（Arthur Hoyt Scott Medal），2009[5]
- 美国国家科学奖章，2000
- 美国风景园林师协会（英语：American Society of Landscape Architects）荣誉会员
- 澳洲科學院院士
- 泰勒环境成就奖
- 麦克阿瑟奖，1985
- 克林顿总统科学和技术顾问委员会成员
- 美国国家科学院前秘书长
- 国际生物学奖（英语：International Prize for Biology）
- Sigma Xi科学研究学会前主席
- 恩格勒奖章
- 沃尔沃环境奖（英语：Volvo Environment Prize），1992
- 美国植物生物学家学会（英语：American Society of Plant Biologists）科学公益领袖, 2012
- 列名圣路易斯星光大道（英语：St. Louis Walk of Fame），1995
- 美國科學促進會前主席
- 国际考斯莫斯奖（英语：International Cosmos Prize），2003[6]
- 时代杂志授予地球英雄称号
- 国家地理学会董事会成员[7]
- 德尔默·S·法尔尼奖章，1989
- 國立中山大學名譽理學博士, 2001